# Pandoli di Schio
I Pandoli di Schio sono dei biscotti tipici della provincia di Vicenza, in particolare dei comuni di Schio e Malo dalla forma simile a dei grossi e tozzi grissini. Vengono prodotti con ingredienti semplici quali farina, burro o strutto, uova e zucchero; sono lievitati e cotti in forno. Vanno consumati da soli oppure inzuppati nel vino o nella cioccolata.
Nella parlata locale "pandòlo", se riferito ad una persona, significa un individuo tonto, goffo, poco furbo. Questo modo di dire fa forse riferimento alla caratteristica dei pandoli di inzupparsi molto velocemente, fino a piegarsi su sé stessi prima di giungere alla bocca.